# ماغي شاين
ماغي شاين (بالإنجليزية: Maggie Shayne)‏ (7 يونيو 1965، نيويورك في الولايات المتحدة)؛ كاتِبة وروائية أمريكية.